# La Cabrera (Comarca)
Die Comarca La Cabrera ist eine der zehn landwirtschaftlichen Comarcas in der Provinz León der autonomen Gemeinschaft Kastilien und León.
Sie umfasst sieben Gemeinden auf einer Fläche von 1.276,87 km² mit dem Hauptort Castrocontrigo.

## Gemeinden
| Gemeinde             | Einwohner (2024) | Fläche km² | Dichte Einw./km² | Cod INE | Postleitzahl |
| -------------------- | ---------------- | ---------- | ---------------- | ------- | ------------ |
| Benuza               | 442              | 172,90     | 3                | 24016   | 24389        |
| Castrillo de Cabrera | 102              | 115,87     | 1                | 24043   | 24742        |
| Castrocontrigo       | 669              | 194,49     | 3                | 24047   | 24735        |
| Encinedo             | 616              | 195,01     | 3                | 24067   | 24745        |
| Lucillo              | 356              | 164,91     | 2                | 24090   | 24723        |
| Luyego               | 554              | 132,31     | 4                | 24091   | 24717, 24721 |
| Truchas              | 392              | 301,38     | 1                | 24172   | 24740        |
| Comarca La Cabrera   | 3.131            | 1.276,87   | 2                | –       | –            |